# Haemophilus ducreyi
Haemophilus ducreyi je gramnegativní kokobacil, která je původcem sexuálně přenosné nemoci měkký vřed, známé též pod názvy ulcus molle či chankroid. Bakterie má tvar tyčky o délce 1,5–2,0 µm a je citlivá na zvýšenou teplotu a vyschnutí.
Poprvé byla prokázána v roce 1889 italským vědcem Augusto Ducreyim.